# Aloha, Scooby-Doo!
Aloha, Scooby-Doo! este al optulea din seria de filme animate direct-pe-video bazate pe desenul animat Scooby-Doo. A fost realizat în 8 februarie 2005 și a fost produs de studiourile de animație Warner Bros., deși la sfârșitul filmului apare o notă de drepturi de autor și logo pentru studioul Hanna-Barbera. De asemenea, aici apare ultima interpretare a lui Ray Bumatai înainte ca el să moară în octombrie 2005. Acest film, împreună cu Scooby-Doo și Vânătoarea de Viruși, sunt primele filme Scooby-Doo re-realizate pe Blu-ray în 5 aprilie 2011.
Premiera în România a fost pe Cartoon Network în 9 septembrie 2006 ca parte a programului Cartoon Network Cinema, urmând ca mai apoi să se difuzeze și pe Boomerang ca parte a programului Boomerang Cinema. Este asemănator cu Plaja

## Premisă
Scooby–Doo, Shaggy și restul echipei Mistery Inc ajung pe plajele însorite din Hawaii pentru un cunoscut concurs de surf. Ceea ce trebuia să fie o aventură distractivă se transformă într-un nou caz pentru cei cinci, căci un monstru fioros își face apariția și amenință să pună în pericol competiția. Localnicii sunt convinși că acesta este spiritul unei zeități locale, supărat de construcția unui complex modern pe insulă. Ramâne de văzut dacă Daphne va reuși și de data asta să rezolve misterul înainte ca situația să se complice.

## Legături externe
- Aloha, Scooby-Doo! la Internet Movie Database
- Aloha, Scooby-Doo! la Allmovie